# Fort du Chenal
Le fort du Chenal est une fortification édifiée sous Napoléon III en 1861, située à l'ouest de l'anse de Porz Reter, sur la commune de l'Île-de-Batz (Finistère),,. Associé à une batterie de côte et un corps de garde plus ancien, ce fortin, dit corps de garde crénelé n°3 modèle 1846 forme un ensemble de fortifications de près d'un hectare et demi autrefois dédié à la défense des côtes et du chenal.

## Histoire

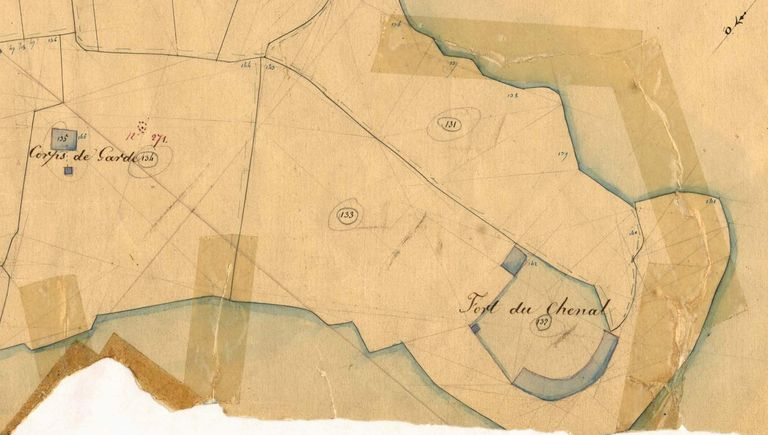
Extrait du cadastre parcellaire de l'Île-de-Batz indiquant le corps de garde de la colline ainsi que l'ancien fort du Chenal (batterie ouest), datant de 1846.

### XVIIIesiècle: la batterie de côte circulaire
Au XVIIIe siècle, une batterie de côte est édifiée sur la pointe sud-ouest de l'île afin de défendre le chenal en pleine guerre de la Ligue d'Augsbourg. Elle est associée à un corps de garde construit en 1711 sur le sommet de la colline, aujourd'hui appelé communément par locaux et touristes « la maison du corsaire »,,.
En 1841, la batterie reprend du service, proposée par la commission mixte d'armement des côtes, de la Corse et des îles pour la défense de l'île. L'historien spécialiste du patrimoine fortifié Guillaume Lécuillier fait ainsi état de la présence d'une « grande batterie circulaire », appelée « fort du Chenal », ou batterie de l'Ouest, et composée de deux corps de garde ainsi que d'un magasin à poudre. Les parcelles n°131 et n°133, au nord de la batterie appartenaient alors à la famille Trémintin, tandis que la parcelle n°132, abritant la « batterie du Chenal » appartient au Domaine de l’État.

### XIXesiècle: le fortin

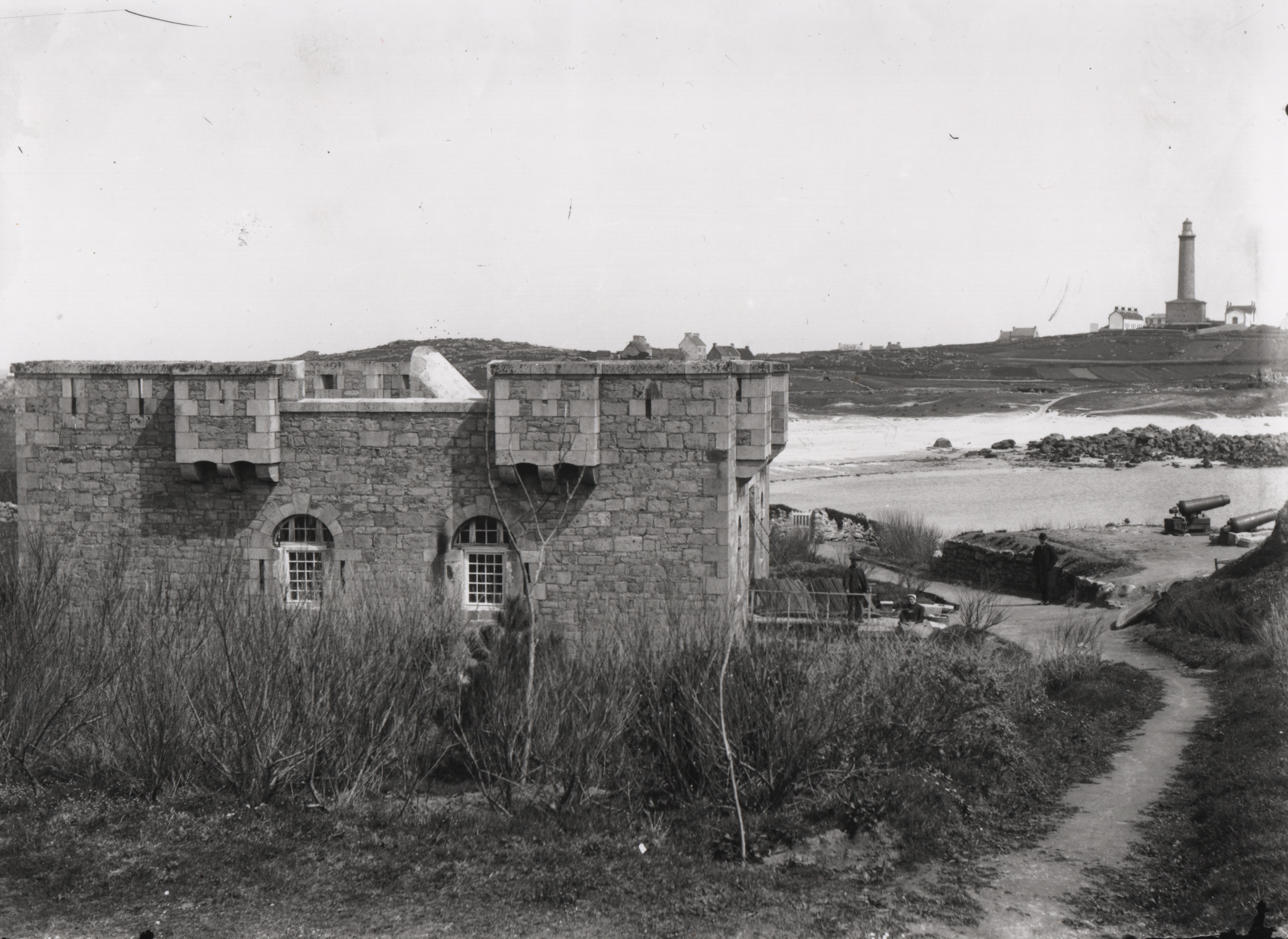
Vue de côté du fort du Chenal d'avant-guerre, sur l'Île-de-Batz, vers le début du XXe siècle.

Entre 1861 et 1862, le site du fort du Chenal subit un grand changement lors de la construction d'un fortin – un corps de garde crénelé de type n°3, identique à ceux de Belle-Île-en-Mer ou de Ouessant – prévu pour vingt hommes dont un armement dit « régulier » était de quatre canons,.
En 1889, s'avérant inadapté à la guerre moderne, la batterie de côte est déclassée et le fortin est vendu à un propriétaire privé l'année suivante, reconverti en habitation. Les « dé » en pierre de taille de la batterie, destinés à supporter des affûts de côte à châssis pivotant, sont encore visibles et ont été répertoriés et photographiés par l'association « 1846 ».

### Seconde Guerre mondiale
En 1943, le fort du Chenal est intégré au mur de l’Atlantique, au sein d'un ensemble fortifié du système de défense côtier de l'Allemagne nazie en tant que Widerstandsnest (littéralement « nid de résistance » en allemand). Numéroté « Wn Mo 102 », il appartient alors au Küstenverteidigungs Abschnitt (KVA) A2, soit la section de défense côtier de Brest, et plus précisément au groupe de Morlaix (KVGr Morlaix), sous-groupe de Roscoff (KVUGr Roscoff). 

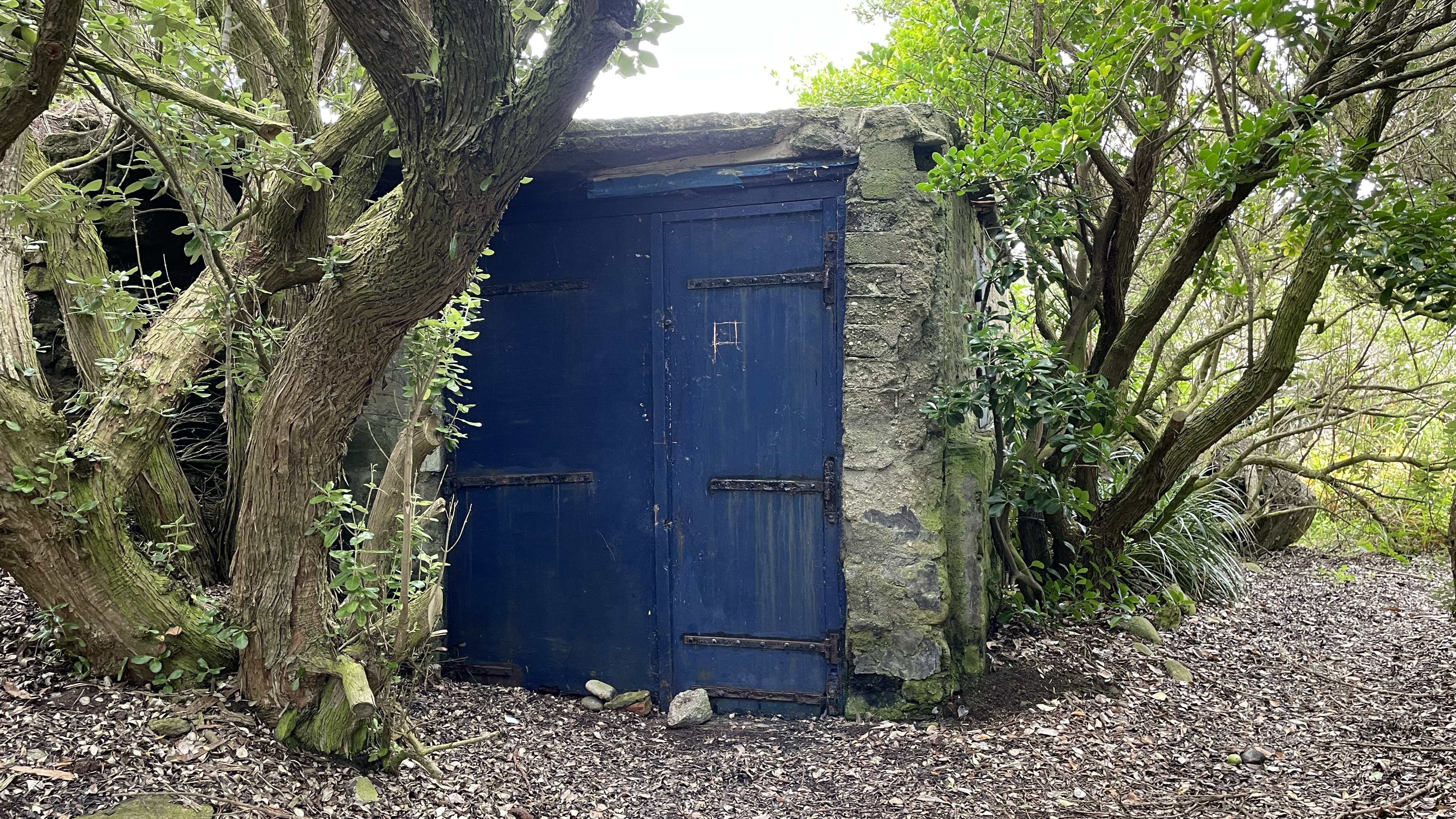
Un abri logistique construit en 1943 par la Wehrmacht dans le cadre du mur de l’Atlantique.

Un réseau de tranchées et des nids de mitrailleuse (MG-Stellung en allemand) ont également aménagés par les Allemands au nord du fortin entre 1943 et 1944. Creusées en zigzag dans le sol, elles sont aujourd'hui envahies par la végétation.
Sur le site, subsistent un abri logistique en béton léger ainsi que des plots en béton armé qui auraient supporté une antenne construite par l'Organisation Todt sous l'occupation allemande, selon l'historien Guillaume Lécuillier,,. Le 7 août 1944, les unités de la Wehrmacht quittent les lieux, se repliant sur le port de Brest – alors déclaré « Festung Brest », soit forteresse – et détruisent en partie le fortin.
À la fin du XXe siècle, il est repris et partiellement reconstruit.

## Description
Il s'agit historiquement d'un corps de garde crénelé modèle 1846 de type n°3, prévu pour vingt hommes avec pour armement initial quatre canons. Il est daté de 1862. Le corps de garde et la batterie de côte ont été déclassés respectivement en 1889 et 1890.

## Galerie

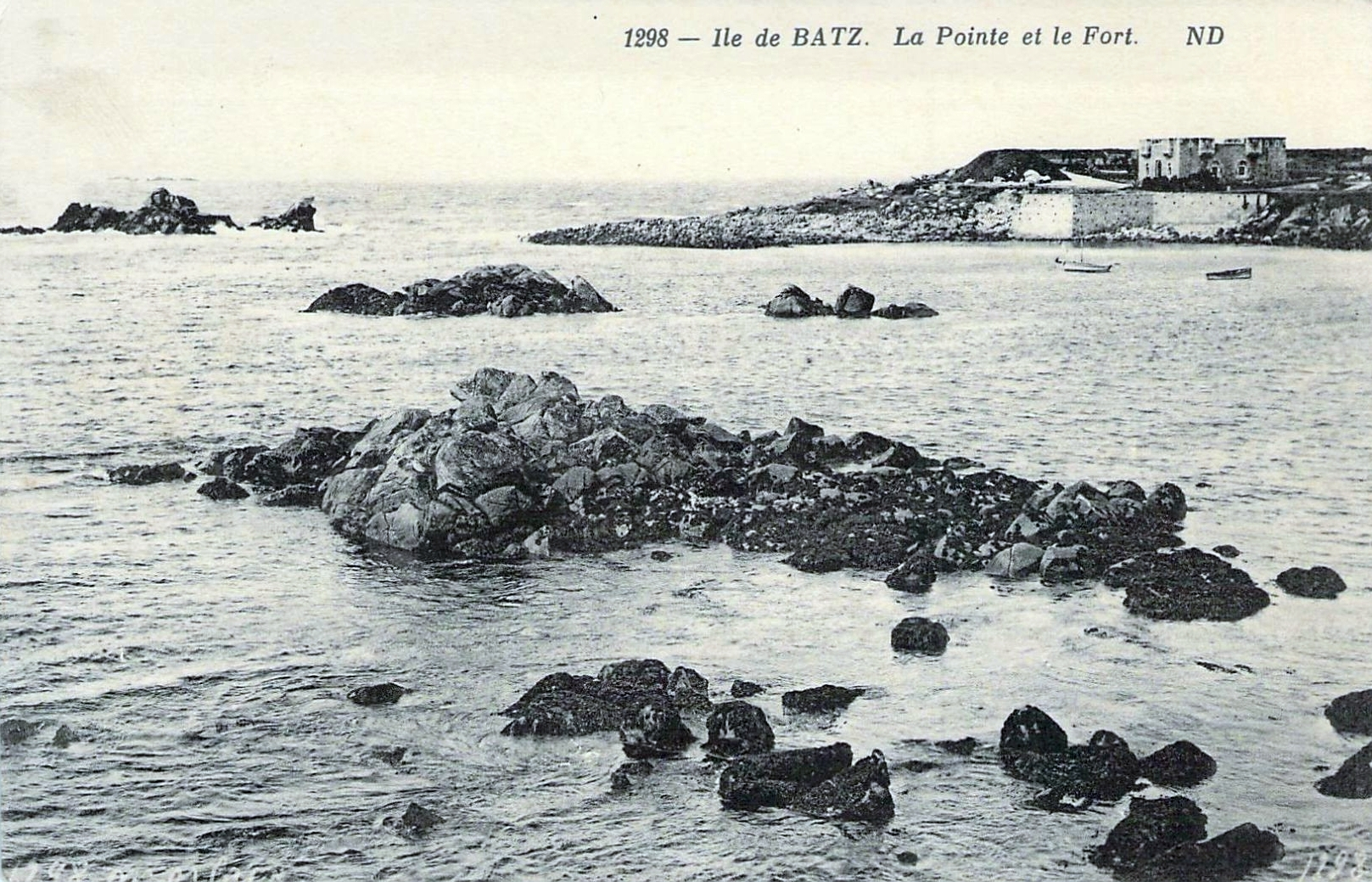
Vue sur le Fort du Chenal et son mur de soutènement, sur la pointe sud-ouest de l'île, vers 1900.
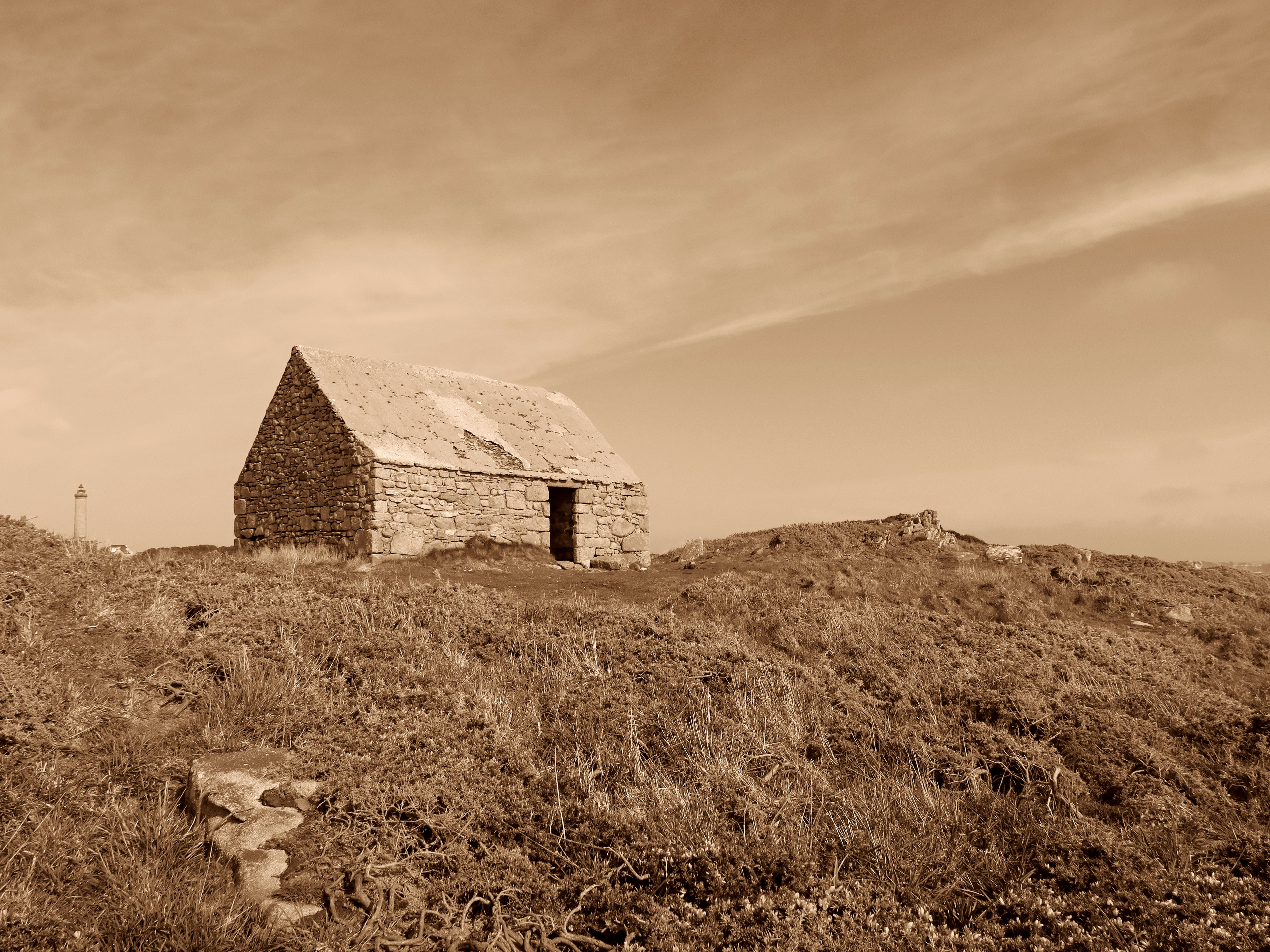
L'ancien corps de garde ou « maison du corsaire », situé sur la colline, au nord du fortin.
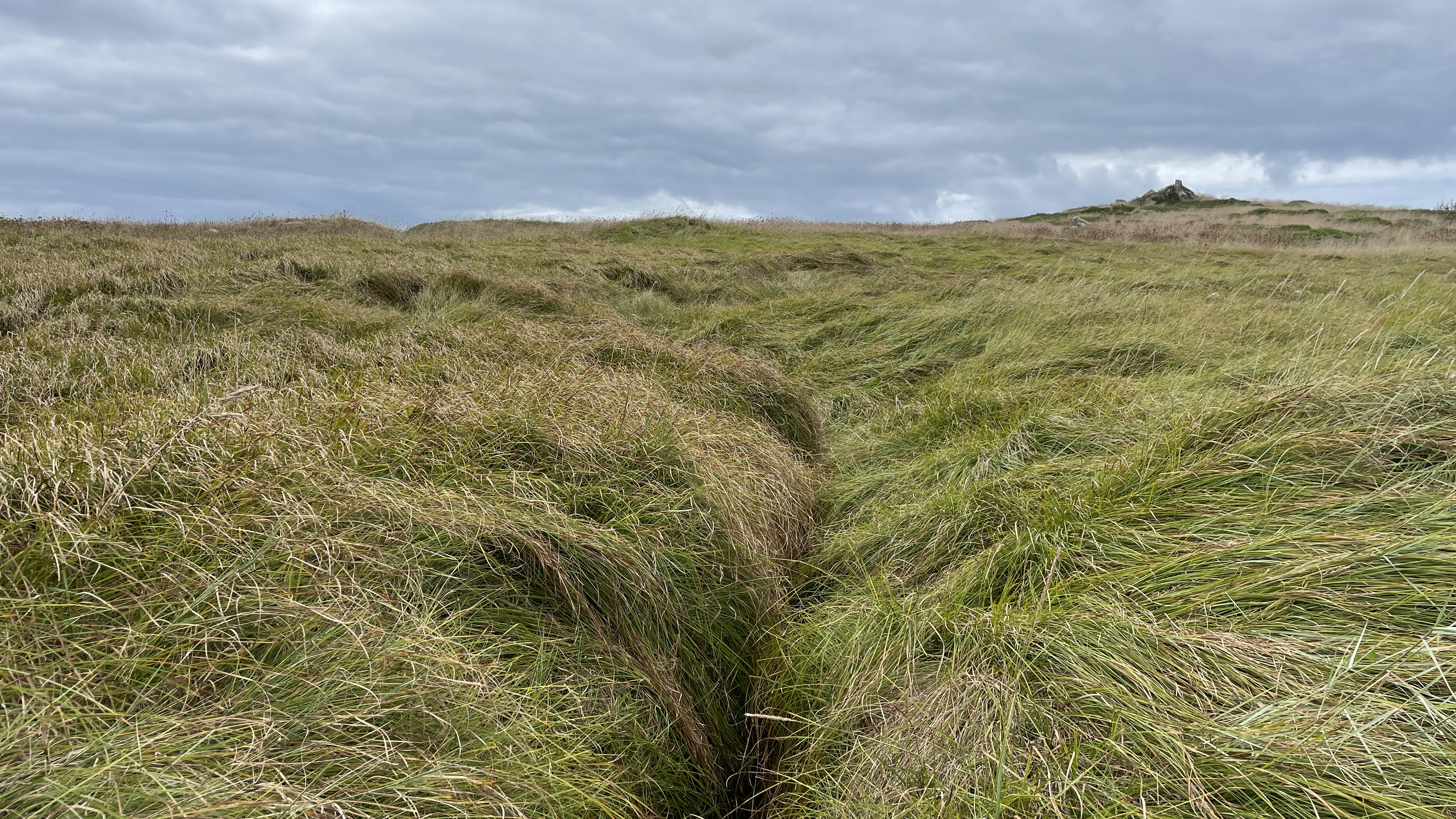
Une tranchée creusée dans le cadre du mur de l'Atlantique, enfouie sous la végétation, au nord du fortin, en août 2024.
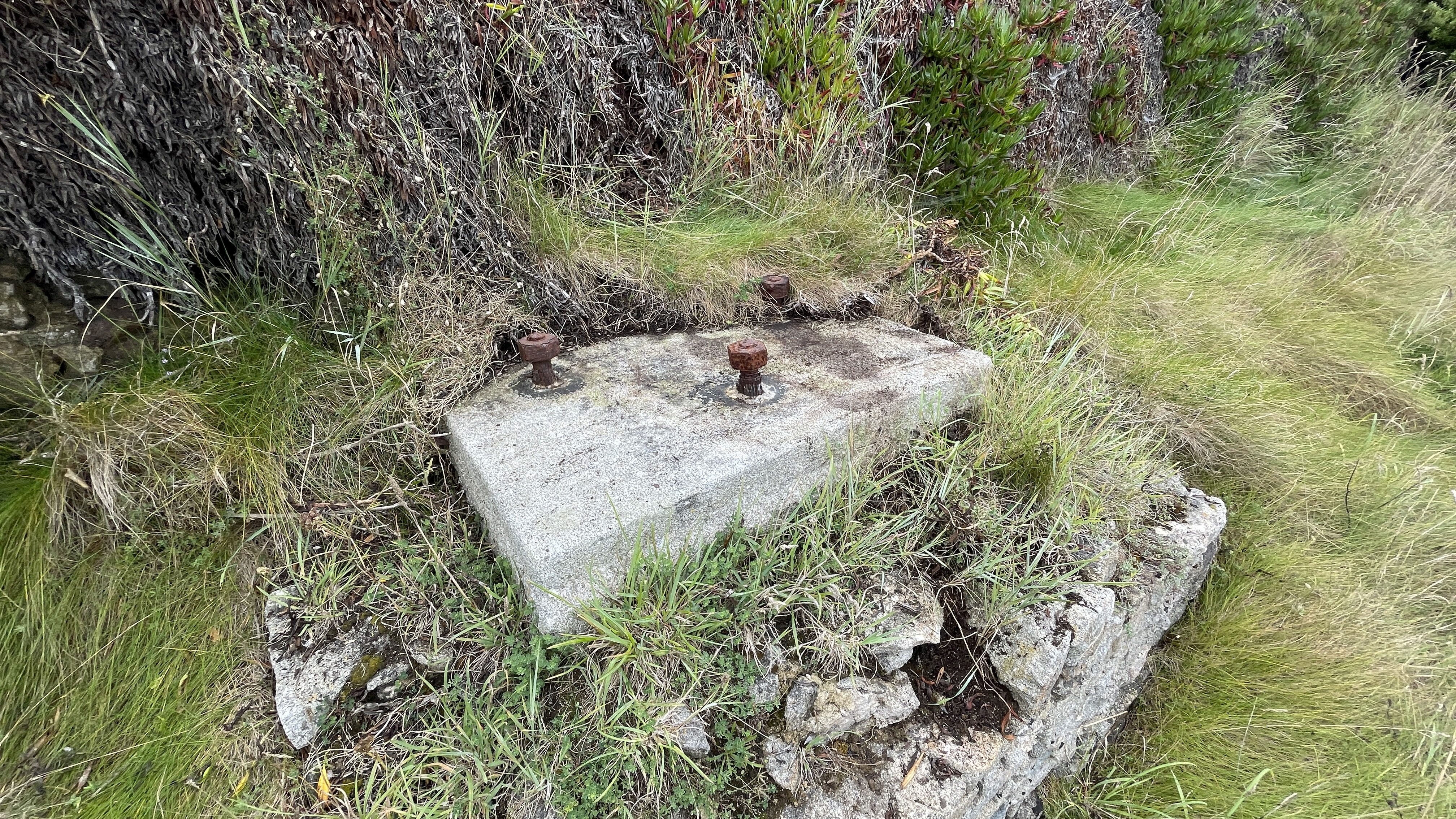
Une plateforme d'artillerie de la batterie de côte et ses trois tiges filetées munies d'écrous, en août 2024.
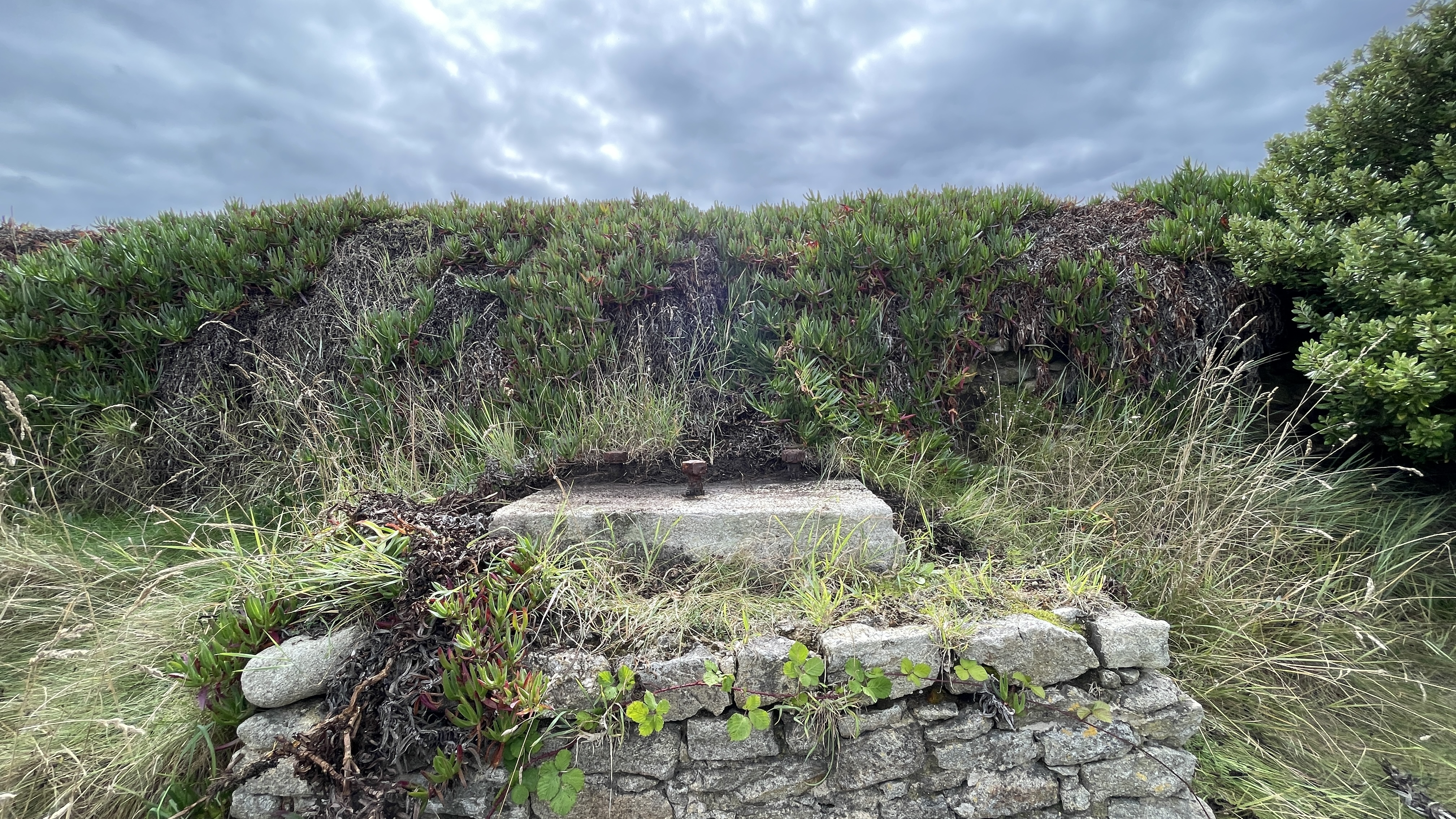
L'une des quatre plateformes d'artillerie de côte, en août 2024.